# Realtek
Realtek Semiconductor Corp. (čínsky pchin-jinem Ruìyù Bàndǎotǐ Gǔfèn Yǒuxiàn Gōngsī, znaky 瑞昱半導體股份有限公司) je tchajwanská fabless společnost zaměřená na vývoj polovodičových obvodů. Založena byla v říjnu 1987 a sídlí ve městě Sin-ču. Vyrábí nebo vyráběla síťové karty, grafické karty, zvukové karty, čipové sady pro multimediální zařízení a další.